# Filip Meirhaeghe
Filip Meirhaeghe (ur. 5 marca 1971 w Gandawie) – belgijski kolarz górski, srebrny medalista olimpijski, czterokrotny medalista mistrzostw świata, mistrz Europy oraz zdobywca Pucharu Świata.

## Kariera
Swój pierwszy międzynarodowy sukces osiągnął w 1998 roku, kiedy to wywalczył brązowy medal w cross-country podczas mistrzostw świata w Mont-Sainte-Anne. Wynik ten powtórzył rok później, na mistrzostwach świata w Åre. W 2000 roku wystartował na igrzyskach olimpijskich w Sydney, gdzie wywalczył srebrny medal ulegając jedynie Miguelowi Martinezowi z Francji. Na mistrzostwach świata w Kaprun w 2002 roku zajął drugie miejsce, wyprzedził go tylko Kanadyjczyk Roland Green. Mistrzostwa świata w Lugano w 2003 roku były ostatnimi w jego karierze. Meirhaeghe zdobył tam złoty medal wyprzedzając drugiego na mecie Kanadyjczyka Rydera Hesjedala oraz zdobywcę brązowego medalu, również reprezentanta Belgii, Roela Paulissena.
Tuż przed igrzyskami olimpijskimi w Atenach w 2004 roku, podczas zawodów Pucharu Świata w Mont-Sainte-Anne, został przyłapany na dopingu. 29 lipca przyznał się do stosowania erytropoetyny (EPO). Międzynarodowa Unia Kolarska zawiesiła go do 14 stycznia 2006 roku, jednakże Meirhaeghe jeszcze tego samego dnia ogłosił zakończenie sportowej kariery. Jeszcze przed upływem kary zawieszenia, 1 stycznia 2006 roku oświadczył, że zamierza wrócić do profesjonalnego sportu. W 2009 roku, po kolejnych trzech latach startów (wystąpił między innymi na igrzyskach w Pekinie), postanowił definitywnie zakończyć karierę.
Ponadto w 2000 roku wywalczył mistrzostwo Europy w cross-country, co jest jego jedynym medalem zdobytym na europejskich mistrzostwach. W latach 1996, 1998, 2000 i 2001 był mistrzem Belgii w cross-country, a w 1994 roku wywalczył mistrzostwo kraju w downhillu. W sezonie 2002 triumfował w klasyfikacji cross-country Pucharu Świata w kolarstwie górskim, a w sezonach 2003 i 2004 zajmował trzecie miejsce.
W 2006 roku wygrał Grand Prix Rudy Dhaenens, profesjonalny wyścig szosowy.